# Подільчук Євгенія Захарівна
Євгенія Захарівна Подільчук (1919, село Нові Мамаївці, тепер село Мамаївці Кіцманського району Чернівецької області — ?) — українська радянська діячка, новатор сільськогосподарського виробництва, доярка колгоспу імені Леніна Кіцманського району Чернівецької області. Депутат Верховної Ради УРСР 4-го скликання. 

## Біографія
Народилася у родині залізничника. Працювала у сільському господарстві. Чоловік загинув під час Другої світової війни.
З 1948 року — колгоспниця, доярка колгоспу імені Леніна села Новосілки (тепер — Мамаївці) Кіцманського району Чернівецької області. Досягала високих надоїв молока. Зокрема, у 1954 року надоїла від кожної закріпленої корови по 3 700 кг. молока.
Потім — на пенсії у селі Новосілка (тепер — Мамаївці) Кіцманського району Чернівецької області.

## Нагороди
- ордени
- медалі